# 天王町
天王町（てんのうまち）は秋田県中央部に位置する日本海に面していた町。2005年3月22日に飯田川町、昭和町との新設合併により潟上市となった。
名称は東湖八坂神社の別名「牛頭天王社」に由来する。

## 地理
- 湖沼:八郎潟

### 隣接していた自治体
- 秋田市
- 男鹿市
- 南秋田郡：昭和町

## 歴史
- 1870年（明治3年）11月 - 明治天皇治政下に畏れ多いということで、秋田郡天王村を向船越村と改める。
- 1871年（明治4年）2月 - 向船越村を典農村と改める。
- 1873年（明治6年） - 大区小区制施行に伴い、典農村は湖西・半島南部の22ヶ村と共に秋田県第1大区8小区に属し、戸長役場は船越村に設置。
- 1889年（明治22年）4月1日 - 町村制施行に伴い南秋田郡典農村と大崎村が合併し、南秋田郡天王村が発足（旧来からの由緒ある地名の使用が認められた）。旧2村は大字となる。
- 1893年（明治26年） - 大字典農を旧来の地名に戻し、大字天王と改める。
- 1951年（昭和26年）11月3日 - 町制施行し、南秋田郡天王町となる。
- 2005年（平成17年）3月22日 - 飯田川町・昭和町と新設合併し潟上市が発足したことにより消滅。

## 産業

### 漁業
- 天王漁港
- 江川漁港

### 金融機関
- 秋田銀行...指定金融機関
  - 追分支店
  - 天王支店
- 秋田信用金庫天王支店
- 秋田県中央信用組合...経営破綻
  - 追分支店
  - 天王支店
- 秋田みなみ農業協同組合天王町(基幹)支所
  - 潟上市発足後、天王支所に改組
  - 天王字追分及び天王字北野は、新あきた農業協同組合追分支店（秋田市）の管内

## 地域

### 教育
- 秋田県立秋田西高等学校

## 交通

### 鉄道
- 東日本旅客鉄道
  - 男鹿線：出戸浜駅- 上二田駅 - 二田駅 - 天王駅

### 道路
- 一般国道
  - 国道7号
  - 国道101号
- 主要地方道
  - 秋田県道56号秋田天王線
    - 道の駅てんのう
- 一般県道
  - 秋田県道104号男鹿昭和飯田川線
  - 秋田県道123号出戸浜停車場出戸浜線
  - 秋田県道158号二田停車場線

## その他
合併まで5人の町長が就任したが、3代目と4代目はいずれも任期中に死去しており、4代目と5代目は助役出身者が町長を務めている。5代目町長は、初代潟上市長となった石川光男であり、町職員から4代目町長に請われて助役に就任していた。
特に、4代目の櫻庭敏朗町長が死去した当時は、天王町の町長が連続して現職のまま死去。しかも再選からまだそれほど間もたっていない時期であったことに加え、秋田県内の他の市町村でも現職のまま死去ないしは病気理由による辞任直後の死去などが相次いだことから、首長の健康管理面の改善をすべきという報道がなされたことがあった。

## 出身者
- 加賀谷誠一　フジクラ社長
- 櫻庭英悦[2]
- 戸田久和 (政治家)
- 藤原一成 (政治家)